# Taiwan Rugby League 2022
Ne doit pas être confondu avec Championnat de Taipei chinois de rugby à XV.
Navigation
2023
La Taiwan Rugby League 2022 (en chinois traditionnel : 2022 臺灣企業橄欖球聯賽 ; pinyin : Táiwān qǐyè gǎnlǎnqiú liánsài 2022) est la première édition de la Taiwan Rugby League, compétition annuelle mettant en prise des équipes semi-professionnelles de rugby à XV de Taïwan sur le modèle d'une ligue corporative. Elle se déroule du 15 octobre 2022 au 7 janvier 2023.
La compétition est remportée par Taipei Yuan-kun.

## Format
Sept équipes s'affrontent durant sept journées de phase régulière, suivant un format de tournoi toutes rondes,.
À l'issue de cette dernière, une phase finale oppose les quatre meilleures équipes afin de désigner le champion.

## Participants
| Équipe                                                                 | Ville     |
| ---------------------------------------------------------------------- | --------- |
| Hai Yang Ocean Feed (長大海洋飼料, Zhǎngdà hǎiyáng sìliào)             | Kaohsiung |
| Oriact (元又興業, Yuányòuxìngyè)                                       | —         |
| Tainan Kaier (台南楷爾, Táinán kǎiěr)                                  | Tainan    |
| Taipei Yuan-kun (台北元坤, Táiběi yuán kūn)                            | Taipei    |
| Taiwan Sports Lei Xu Tyrannosaurus (台體雷旭暴龍, Táitǐ léixù bàolóng) | Taichung  |
| Takeshi Omura Giants (大村武巨人, Dàcūn wǔ jùrén)                      | Taipei    |
| Taoyuan Gorilla (桃園金剛, Táoyuán jīngāng)                            | Taoyuan   |

| \| Kaohsiung Taichung Tainan Taipei Taoyuan \| Localisation des clubs engagés dans la compétition. |
| Kaohsiung Taichung Tainan Taipei Taoyuan                                                           |

## Lieux
| Stade                            | Ville     | Journées                         |
| -------------------------------- | --------- | -------------------------------- |
| Stade municipal de Taichung (en) | Taichung  | 1re journée 6e journée           |
| Stade municipal de Xinying (en)  | Tainan    | 2e journée 3e journée            |
| Parc des sports de Bailing       | Taipei    | 4e journée 5e journée 7e journée |
| Stade national                   | Kaohsiung | Demi-finales                     |
| Stade de rugby de Yonghua        | Tainan    | Finale,                          |

## Résumé des résultats

### Classement de la saison régulière
Les équipes suivantes se classent respectivement de la 1re à la 4e place, assurant leur participation aux demi-finales, :
1. Taipei Yuan-kun
2. Takeshi Omura Giants
3. Hai Yang Ocean Feed
4. Oriact

### Tableau final
|  | Demi-finales         | Demi-finales        |                        |    | Finale         | Finale         |
|  | Demi-finales         | Demi-finales        |                        |    | Finale         | Finale         |
|  |                      |                     |                        |    |                |                |
|  | 31 décembre 2022     | 31 décembre 2022    |                        |    | 7 janvier 2023 | 7 janvier 2023 |
|  | 31 décembre 2022     | 31 décembre 2022    |                        |    | 7 janvier 2023 | 7 janvier 2023 |
|  | Taipei Yuan-kun      | 31                  |                        |    | 7 janvier 2023 | 7 janvier 2023 |
|  | Taipei Yuan-kun      | 31                  |                        |    | 7 janvier 2023 | 7 janvier 2023 |
|  | Oriact               | 15                  |                        |    | 7 janvier 2023 | 7 janvier 2023 |
|  | Oriact               | 15                  | Taipei Yuan-kun        | 34 |                |                |
|  | 31 décembre 2022     |                     | Taipei Yuan-kun        | 34 |                |                |
|  |                      | Hai Yang Ocean Feed | 30                     |    |                |                |
|  | Takeshi Omura Giants | Hai Yang Ocean Feed | 30                     | 11 |                |                |
|  | Takeshi Omura Giants |                     |                        | 11 |                |                |
|  | Hai Yang Ocean Feed  | 12                  |                        |    |                |                |
|  | Hai Yang Ocean Feed  | 12                  | Match pour la 3e place |    |                |                |
|  |                      |                     |                        |    |                |                |
|  | 7 janvier 2023       |                     |                        |    |                |                |
|  |                      |                     |                        |    |                |                |
|  | Oriact               | 28                  |                        |    |                |                |
|  | Oriact               | 28                  |                        |    |                |                |
|  | Takeshi Omura Giants | 19                  |                        |    |                |                |
|  | Takeshi Omura Giants | 19                  |                        |    |                |                |

## Résultats détaillés

### Phase finale
| Demi-finale 1 31 décembre 2022 10 h 0 UTC+08:00 | Taipei Yuan-kun | 31 - 15 | Oriact | Stade national, Kaohsiung |
| Demi-finale 1 31 décembre 2022 10 h 0 UTC+08:00 |                 |         |        | Stade national, Kaohsiung |
| Demi-finale 1 31 décembre 2022 10 h 0 UTC+08:00 |                 |         |        | Stade national, Kaohsiung |

| Demi-finale 2 31 décembre 2022 12 h 15 UTC+08:00 | Takeshi Omura Giants | 11 - 12 | Hai Yang Ocean Feed | Stade national, Kaohsiung |
| Demi-finale 2 31 décembre 2022 12 h 15 UTC+08:00 |                      |         |                     | Stade national, Kaohsiung |
| Demi-finale 2 31 décembre 2022 12 h 15 UTC+08:00 |                      |         |                     | Stade national, Kaohsiung |

| Finale pour la 3e place 7 janvier 2023 12 h 30 UTC+08:00 | Oriact | 28 - 19 | Takeshi Omura Giants | Stade de rugby de Yonghua, Tainan |
| Finale pour la 3e place 7 janvier 2023 12 h 30 UTC+08:00 |        |         |                      | Stade de rugby de Yonghua, Tainan |
| Finale pour la 3e place 7 janvier 2023 12 h 30 UTC+08:00 |        |         |                      | Stade de rugby de Yonghua, Tainan |

| Finale 7 janvier 2023 14 h 30 UTC+08:00 | Taipei Yuan-kun | 34 - 30 | Hai Yang Ocean Feed | Stade de rugby de Yonghua, Tainan |
| Finale 7 janvier 2023 14 h 30 UTC+08:00 |                 |         |                     | Stade de rugby de Yonghua, Tainan |
| Finale 7 janvier 2023 14 h 30 UTC+08:00 |                 |         |                     | Stade de rugby de Yonghua, Tainan |